# Kempense Heuvelrug

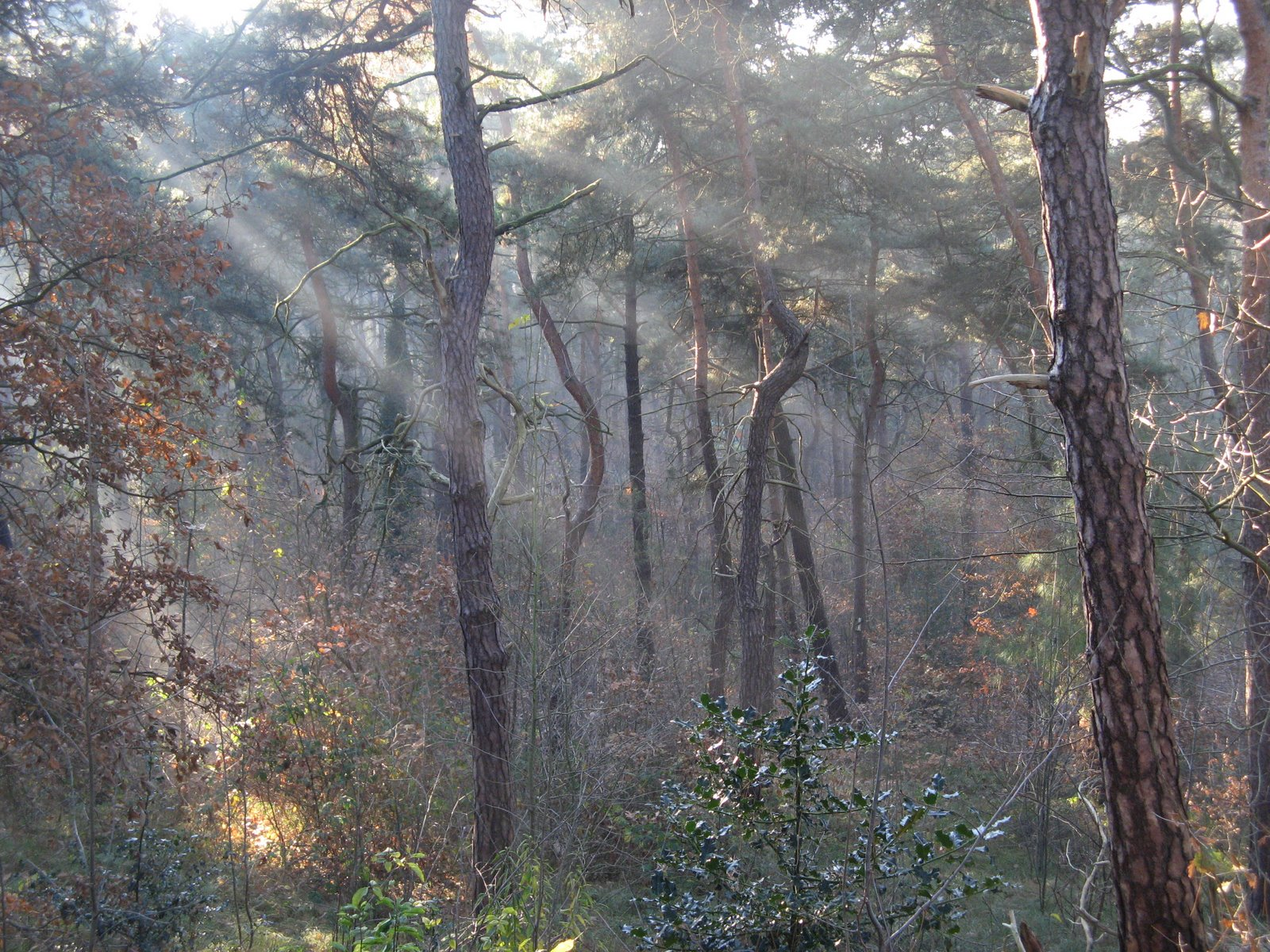
herfst in de bossen van Kasterlee

De Kempische Heuvelrug, gelegen tussen Herentals en Retie, is een overblijfsel van landduinen die ontstonden toen de zee zich terugtrok. Het is thans een natuurgebied. 
Uitgestrekte bossen, bestaande uit grove den en Corsicaanse den op zandgrond, domineren het beeld. Verder treffen we hier nog heidevelden aan, vennen, open stuifzanden, holle wegen, waterlopen en loofbossen. Deze landschapelementen brengen diversiteit in het gebied, waarmee de biologische rijkdom sterk toeneemt. Naast habitatfunctie, speelt de heuvelrug een belangrijke rol als tijdelijke verblijfsplaats of foerageergebied voor overwinteraars en zwerf- en trekvogels.
In dit bosgebied met zijn vele zijwegen en paadjes zijn niet alleen talrijke wandelingen bewegwijzerd, maar ook mountainbike-routes en paden voor ruiterij aangelegd.
De Stichting Kempens Landschap heeft gedeelten van de Kempische Heuvelrug in eigendom en verricht op aanvraag van de gemeenten Kasterlee en Herentals aankopen in dit projectgebied. Er wordt, met alle betrokken partijen, een beheersplan voor de totale heuvelrug opgemaakt.